# Francesc de Santcliment (noble)
|  | Per a altres significats, vegeu «Francesc de Santcliment». |

Francesc de Santcliment (Lleida, segle XIV - segle xv), senyor d'Alcarràs, Montagut i Llardecans, va ser un cavaller i ambaixador català del llinatge dels Santcliment. Fill de Francesc de Santcliment, senyor d'Alcarràs, Francesc de Santcliment pertanyia a una de les famílies més poderoses de l'oligarquia urbana de Lleida.

## Biografia
Francesc de Santcliment, important ciutadà de Lleida, el 1357 estava servint a Sardenya i el 1364 era veguer del Conflent. El 1367 fou ambaixador de Pere III el Cerimoniós davant el príncep de Gal·les, Eduard de Woodstock conegut com el Príncep Negre. El 1357 el rei vengué a Francesc de Santcliment la jurisdicció total del castell de Sarroca.